# Sopwith Triplane
O Sopwith Triplane (triplano) foi um caça triplano britânico utilizado durante a Primeira Guerra Mundial, desenhado e produzido pela Sopwith Aviation Company.